# 토니 롱고
토니 롱고(Tony Longo, 1961년 8월 19일 ~ 2015년 6월 21일)는 미국의 배우, 텔레비전 배우이다.

## 영화
- 코일드 (2014년)
- 프롬 더 헤드 (2012년)
- 푸드파이트! (2012년)
- 피트 스몰스 이즈 데드 (2010년)
- 두 번째 사랑 (2008년) - 거스 역
- 버니 휩트 (2007년)
- 러브 인 카지노 (2003년) - 토니 역
- 10일 안에 남자 친구에게 차이는 법 (2003년)
- 엘리자베스 헐리의 못말리는 이혼녀 (2002년)
- 멀홀랜드 드라이브 (2001년) - 케니 역
- 고인돌 가족 2 (2000년)
- 페릴 (1997년)
- 이레이저 (1996년)
- 죽음의 워터프론트 (1995년)
- 하우스게스트 (1995년)
- 라스트 리소트 (1994년)
- 외야의 천사들 (1994년)
- 공룡 대소동 (1993년)
- 리모콘 키드 (1993년)
- 무단 침입 (1992년)
- 래피드 화이어 (1992년)
- 레니게이드 (1992년)
- 스텝 바이 스텝 (1991년)
- 샤도우 데스 (1991년)
- 악당과 악동들 (1991년)
- 우주에서 온 사나이 (1991년)
- 마지막 보이 스카웃 (1991년) - 빅 레이 월스턴 역
- 운명의 칵테일 (1990년)
- 트윈스 특공대 (1990년)
- 도박의 비결 (1989년)
- 야망의 브로드웨이 (1989년)
- 3인의 약혼녀 (1989년)
- FBI 아카데미 (1988년)
- 인 더 무드 (1987년)
- 화려한 경쟁자 (1986년)
- 후레치 (1985년)
- 아직은 사랑을 몰라요 (1984년)
- 스플래쉬 (1984년)
- 핑크 모텔 (1983년)
- 뜨거운 여인들 (1982년)
- 달리는 사이먼 (1981년)
- 더 영 앤 더 레스트리스 (1973년)
- 우리 생애 나날들 (1965년)